# باشگاه فوتبال تایوان پاور کمپانی
باشگاه فوتبال تایوان پاور کمپانی یک باشگاه فوتبال حرفه‌ای از شهر کائوهسیونگ، تایوان است که در سال ۱۹۷۸ تاسیس شده و در لیگ برتر فوتبال تایوان شرکت می‌کند.